# Villa Presenzano
Die Villa Presenzano, besser bekannt als Villa Diaz, ist ein Landhaus aus dem 19. Jahrhundert im Viertel Vomero von Neapel in der italienischen Region Kampanien. Sie liegt an der Via Aniello Falcone, 249.
Das Gebäude liegt in unmittelbarer Nähe der Villa Carafa di Belvedere;  diese besitzt einen 5000 m² großen Garten und grenzt an den Park einer weiteren, großen Villa der Gegend, der Villa Floridiana.

## Geschichte
Die Villa Presenzano wurde in den 1880er-Jahren als neapolitanisches Heim des einflussreichen Bankiers Biagio Caranti errichtet. Als die Banca Tiberina, deren Präsident er war, in Insolvenz ging, war er gezwungen, das Landhaus an die Familie Del Balzo, Herzöge von Presenzano, zu verkaufen. Einige Jahre später erhielt der General Armando Diaz nach dem ersehnten Sieg im Ersten Weltkrieg ein schönes Heim in Posillipo als Geschenk; später konnte er durch Hinzufügen seines eigenen Geldes zum Wert der Immobilie genügend Geld aufbringen, um die hier behandelte Villa am Hang von Vomero zu erwerben.

## Beschreibung
Edoardo Salzano, der Neffe von Armando Diaz, beschrieb die Villa, wie folgt:

“Un grande edificio bianco, immerso nel verde, con un giardino che si concludeva con una lunga balaustra bianca aperta sul Golfo di Napoli. Così era la villa che la Città di Napoli aveva donato al Generalissimo, dopo averne decretato il trionfo. Era a cento metri di quota sopra la casa del corso Vittorio Emanuele, probabilmente era in origine parte della più grande e famosa Villa Floridiana."
(dt.: Ein großes, weißes Gebäude im Grünen mit einem Garten, der mit einer langen, weißen Balustrade abschließt, die zum Golf von Neapel hin offen ist. So war die Villa, die die Stadt Neapel dem Generalissimo geschenkt hatte, nachdem er seinen Triumph errungen hatte. Sie lag 100 Meter über dem Haus am Corso Vittorio Emanuele und war vermutlich ursprünglich ein Teil der größeren und berühmteren Villa Floridiana)

Das Gebäude gehört heute der Familie Di Persia.